# Gekončík východoafrický
Gekončík východoafrický (Holodactylus africanus) je poměrně drobný gekončík obývající území Afrického rohu.

## Popis
Celková délka těla zpravidla nepřesahuje 11 cm. Zbarvení je světle šedohnědé s tmavě hnědými skvrnami, které tvoří nevýrazné příčné pruhování. Stejně jako ostatní zástupci čeledě gekončíkovitých mají krátký silný ocas sloužící jako zásobárna tuku. Také mají vyvinuté oční víčko, což je odlišuje od pravých gekonů (gekkonidae).

## Taxonomie
Tento druh patří mezi gekončíky (Eublepharidae), rod Holodactylus, do něhož patří dva druhy: již zmíněný gekončík východoafrický (H. africanus) a Holodactylus cornii.

## Ekologie
O životě gekončíka východoafrického v přírodě toho nevíme mnoho. Leccos nám však mohou napovědět chovy v lidské péči.Oba zástupci rodu Holodactylus se živí převážně termity. Před vysokými denními teplotami, které mohou přesáhnout i 40 °C, se ukrývají pod zemí a ven vylézají v noci, kdy je výrazně chladněji.

## Chov
V chovech v lidské péči ať soukromých, nebo v rámci zoologických zahrad se tento druh téměř nevyskytuje. Je to dáno jednak potravní specializací a jednak i jistou choulostivostí na terarijní mikroklima. Určitou roli hraje vysoká úmrtnost u dovezených jedinců. Světový primát v odchovu tohoto druhu drží Zoo Praha, která je také jedinou evropskou zoologickou zahradou, kde lze tato zvířata spatřit.